# 안데르센 (영화)
안데르센(Hans Christian Andersen)은 미국에서 제작된 찰스 비더 감독의 1952년 서사, 가족, 뮤지컬 영화이다. 대니 케이 등이 주연으로 출연하였고 사무엘 골드윈 등이 제작에 참여하였다.

## 출연

### 주연
- 대니 케이
- 팔리 그레인저

### 조연
- 지지 진마르
- 조셉 월쉬
- 필립 통
- 롤랑 프티
- 존 브라운
- 존 쿠알른
- 로버트 말콤
- 조지 챈들러
- 프레드 켈시
- 길 퍼킨스
- 피터 J. 보트리언

## 제작진
- 미술: 리처드 데이
- 의상: 메리 윌즈